# Perakia striatipennis
Perakia striatipennis är en insektsart som beskrevs av Willy Adolf Theodor Ramme 1930. Perakia striatipennis ingår i släktet Perakia och familjen gräshoppor. Inga underarter finns listade i Catalogue of Life.